# British Rail 309 sorozat
A British Rail 309 sorozat, korábbi nevén AM9 sorozat, egy angol két- , három- vagy négyrészes, 25 kV 50 Hz váltakozó áramú villamosmotorvonat-sorozat volt. 1962 és 1963 között gyártotta a BR.